# São Paulo Futebol Clube (futebol feminino)
O São Paulo Feminino é a equipe de futebol feminino do São Paulo Futebol Clube, clube multiesportivo localizado na cidade de São Paulo.
Criada em 1997, a equipe são-paulina foi dissolvida em 2000 mesmo após ter conquistado duas edições do Campeonato Paulista e uma Taça Brasil. Posteriormente, tentativas de retornar ao cenário feminino ocorreram em 2001, 2005 e 2015; contudo, o clube voltou a se estabelecer em 2017, numa parceria com o Centro Olímpico.
Além das duas conquistas estaduais em seus primórdios, o clube conquistou a segunda divisão do nacional em 2019, além da Supercopa do Brasil em 2025.

## História
O São Paulo é considerado um dos pioneiros do futebol feminino do país de acordo com alguns comentaristas e historiadores, como Thomaz Mazzoni e José Witter. Apesar disso, não há muitos registros anteriores da década de 1990.
O primeiro registro em competições oficiais organizadas pela federação estadual e pela Confederação Brasileira é datado de 1997. Nesta temporada, o elenco formado consistia da base do Saad, que na época era o principal clube do cenário nacional feminino. No Campeonato Paulista, o São Paulo predominou e aplicou uma série de goleadas em seus adversários: Juventus (7–1 e 6–0), Mackenzie (5–1 e 5–0), Universidade de São Paulo (9–1 e 6–0), Palmeiras (6–0), Portuguesa/Sant'anna (9–0) e Santos (3–0 e 4–1). Este último, inclusive, foi o adversário da decisão. O clube terminou a temporada conquistando as quatro competições que disputou; além do estadual, o São Paulo foi campeão do Torneio de Campo Grande, Torneio da Primavera e a Taça Brasil. Neste primeiro ano, jogou 32 partidas com 28 vitórias, dois empates e dois revés, marcando 199 gols. Todos esses feitos foram comandados pelo treinador José Duarte
Nos três anos seguintes, venceria a Copa Eduardo José Farah, realizada em Cubatão e o Paulista, ambos em 1999. Apesar de continuar configurando como uma das principais protagonistas do país, a equipe não conseguiu superar a Portuguesa/Sant'anna, que foi a responsável por eliminar o São Paulo no estadual e no Brasileiro de 1998. Esses dois jogos foram os dois únicos revés sofridos no período de 1998 a 2000. A primeira desconstituição da modalidade ocorreu em março de 2000, sendo que o São Paulo tentou retomar sem sucesso em duas oportunidades, em 2001 e 2005.

Jogadoras do São Paulo

A continuidade da equipe feminina prosseguiu após dez anos de ausência; em 2015, o clube estreou com goleada sobre o São Bernardo e liderou o seu grupo na primeira fase do estadual, inclusive vencendo a equipe do São José, que na época era a atual campeã da Libertadores e do Mundial. No mesmo campeonato, o São Paulo alcançou a decisão eliminando Santos e XV de Piracicaba, terminando com o vice-campeonato. Apesar dos resultados, o clube apresentou dificuldades financeiras e de gestão. Em princípio, a diretoria afirmou que os patrocinadores se responsabilizariam integralmente com o custo do projeto; contudo, a modalidade foi encerrada antes do término do estadual por causa da ausência de patrocínios. Como principal investidor da equipe, o Centro de Apoio Profissionalizante, Educacional e Social (CAPES) demonstrou instabilidade resultando em atrasos de salários. O clube então assumiu a dívida da empresa com o elenco, que aumentou consideravelmente pelos juros dos vencimentos.
Após dois anos de inatividades, o São Paulo reativou a modalidade com uma parceria com o Centro Olímpico, iniciando a categoria de base que conquistou títulos expressivos. Em 14 de janeiro de 2019, o clube anunciou o retorno às competições estaduais e nacionais, juntamente com a confirmação da contratação da atacante Cristiane. Sob o comando técnico de Lucas Piccinato, a equipe conquistou o título da segunda divisão do Brasileiro contra o Cruzeiro, além de obter o segundo lugar da Copa Paulista e do Campeonato Paulista.

## Símbolos
A equipe feminina mantém os mesmos símbolos do São Paulo. As cores vermelha, preta e branca permanecem como símbolo da união entre o Paulistano e a Palmeiras, bem como o escudo desenhado por Walter Ostrich.

### Escudo
O escudo do clube é formado por um triângulo isósceles branco, invertido. Dois triângulos retângulos menores, um vermelho e outro preto, também invertidos, estão presentes dentro do triângulo isósceles. Na parte superior, há um retângulo de fundo preto e com as letras "SPFC".

### Uniformes
De acordo com o estatuto do São Paulo Futebol Clube, os uniformes tem que ser produzidos de acordo com as normas pré-estabelecidas. A aplicação de patches nas mangas só é permitida enquanto o clube detiver o título de determinado campeonato ou por algum outro motivo especial. O uniforme titular é composto por uma camisa predominantemente branca, com três faixas horizontais à altura do peito, sendo a primeira vermelha, seguida pela branca e pela preta. O escudo, por sua vez, cobre inteiramente as faixas. O calção e as meias são igualmente brancas. O uniforme reserva é composto alternadamente por faixas vermelhas, brancas, pretas e novamente brancas, todas verticais. Na altura do coração encontra-se o escudo do clube. O calção e as meias são pretos.

#### Patrocinadores
Em fevereiro de 2015, a diretoria do clube anunciava o retorno da equipe feminina. Nesta ocasião, o São Paulo afirmou que patrocinadores como Mercedes-Benz, Bauducco e CAPES seriam responsáveis pelas despesas. Alguns meses depois o clube dissolveu a equipe feminina devido aos problemas financeiros. Segundo o sítio Gazeta Esportiva.net, a empresa CAPES atrasou os salários, que mais tarde foi assumido e pagos pelo São Paulo. Já na temporada de 2019, o clube assinou contratos com seus patrocinadores que abrangem a equipe masculina e feminina. Para a decisão da segunda divisão nacional, as empresas Banco Inter e Urbano Alimentos assinaram contratos pontuais. Em outubro, a empresa de aposta Betsul foi anunciada até dezembro de 2020. Além desses, a marca de floricultura Giuliana Flores patrocinou exclusivamente a equipe feminina.
No ano seguinte, a Urbano Alimentos estendeu o vínculo para as equipes femininas e de basquete.

### Mascote
A mascote do clube foi popularizada através de cartuns do jornal A Gazeta Esportiva nas década de 1930 e década de 1940. A mesma refere-se à Paulo de Tarso, sendo representada por um idoso de barba branca.

## Estrutura

### Estádios

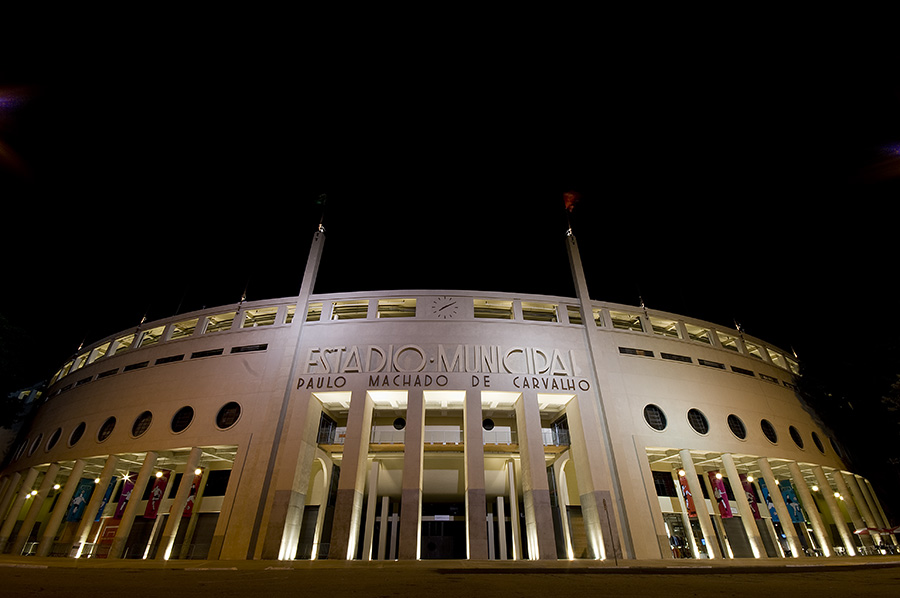
Estádio do Pacaembu, um dos locais em que o São Paulo atuou em 2019.

Durante a existência das modalidades femininas, o São Paulo mandou seus jogos em vários locais. No Campeonato Paulista de 1997, a equipe realizou seus jogos como mandante no estádio Ícaro de Castro Melo, situado no parque Ibirapuera. O estádio do Morumbi, inaugurado em 1960, presenciou o jogo contra a Portuguesa de Desportos. Nesta ocasião, o São Paulo conquistou o bicampeonato estadual, em 1999. Em 2005, o estádio voltou a receber a equipe feminina num jogo de semifinal contra a Ferroviária. Uma década depois, o clube utilizou de estruturas de Barueri para o disputar o estadual.
O São Paulo iniciou a temporada de 2019 realizando seus jogos no estádio Marcelo Portugal Gouvêa, situado no Centro de Formação de Atletas de Cotia. Porém, o local não possuía o laudo de estádio, um requisito exigido nas datas decisivas e o clube optou por atuar no Paulo Machado de Carvalho, o Pacaembu, em São Paulo. Neste, enfrentou cinco adversários, incluindo Cruzeiro, Palmeiras, Santos, São José, e Taubaté. Em oito jogos como mandante, obteve sete vitórias e um empate. O estádio do Morumbi, por sua vez, receberia a final da segunda divisão nacional, mas o acordo de transmissão com a Rede Bandeirantes inviabilizou a utilização do estádio; contudo, o mesmo recebeu a final do Paulista.

## Elenco atual
Última atualização: 26 de janeiro de 2024.

## Títulos
| NACIONAIS                             | NACIONAIS | NACIONAIS   | NACIONAIS |
| Competição                            | Títulos   | Temporadas  |           |
| ------------------------------------- | --------- | ----------- | --------- |
| Taça Brasil                           | 1         | 1997        |           |
| Campeonato Brasileiro - Série A2      | 1         | 2019        |           |
| Supercopa do Brasil                   | 1         | 2025        |           |
| INTERESTADUAL                         |           |             |           |
| Competição                            | Títulos   | Temporadas  |           |
| Torneio da Primavera Rio-São Paulo    | 1         | 1997        |           |
| ESTADUAIS                             |           |             |           |
| Competição                            | Títulos   | Temporadas  |           |
| Campeonato Paulista                   | 2         | 1997 e 1999 |           |
| Copa Ouro                             | 1         | 2022        |           |
| Torneio Início do Campeonato Paulista | 1         | 1997        |           |
| AMISTOSOS                             |           |             |           |
| Competição                            | Títulos   | Temporadas  |           |
| Troféu Dourado                        | 1         | 1983        |           |
| Torneio de Campo Grande               | 1         | 1997        |           |
| Taça Holambra                         | 1         | 1997        |           |
| Troféu Aniversário de São Paulo       | 1         | 1998        |           |
| Torneio Dr. Eduardo José Farah        | 1         | 1999        |           |
| Brasil Ladies Cup                     | 1         | 2021        |           |

## Rivalidades

### Superdisputa Majestosa
O primeiro jogo entre ambas as equipes foi realizado em Campo Grande, em 1997, no qual o São Paulo goleou o rival (5–0). No mesmo ano, outros três confrontos foram disputados pelo estadual, todos vencidos pelas são-paulinas (2–1, 5–3 e 3–1). O Corinthians venceu pela primeira vez em 2001. Dezoito anos depois, conseguiu mais dois triunfos sobre o rival.
Em 29 de fevereiro de 2020, os clubes protagonizaram o primeiro embate válido pelo Campeonato Brasileiro. O São Paulo saiu vitorioso, conquistando os três pontos em Cotia e terminando com a série de 48 jogos de invencibilidade do rival.
Em 15 de março de 2025, os dois times se enfrentaram na final da Supercopa do Brasil em um jogo que encerrou no placar de 0–0 no tempo normal dentro do Morumbis, na capital paulistana. Nos pênaltis, as tricolores levaram a melhor por 4–3, encerrando uma sequência de vitórias do rival desde a primeira edição do torneio em 2022.
| Clube       | V | E | D | GM | GS | SG |
| ----------- | - | - | - | -- | -- | -- |
| São Paulo   | 5 | 1 | 3 | 19 | 13 | +6 |
| Corinthians | 3 | 1 | 5 | 14 | 19 | –6 |

### Choque Rainha
O primeiro jogo oficial entre São Paulo e Palmeiras no futebol feminino aconteceu em 29 de abril de 1997. Na ocasião, o embate válido pelo estadual foi realizado no estádio Ícaro de Castro Melo e terminou com uma goleada do São Paulo - Kátia Cilene marcou cinco dos seis gols. Contudo, o Palmeiras venceu a partida do returno e tomou a vantagem do confronto vencendo novamente em 2001.
Dezoito anos depois, São Paulo e Palmeiras protagonizaram uma série de embates no ano de 2019. O primeiro jogo, válido pelo Campeonato Paulista, ocorreu em 7 de abril, na cidade de Guarulhos, e terminou empatado. No mês seguinte, o São Paulo venceu o adversário pelo returno; na ocasião, a atleta Ary Borges marcou o tento com uma finalização do meio de campo. Os rivais também se enfrentaram na segunda fase do estadual. O primeiro embate terminou empatado, enquanto o São Paulo saiu vitorioso no segundo. Neste último, ambas as equipes se encontravam empatadas na classificação, com o Palmeiras em vantagem nos critérios de desempates. O resultado positivo, no entanto, fez com que o São Paulo ultrapasse o rival e, consequentemente, eliminando-o. Já pela segunda divisão do nacional, o São Paulo se qualificou, eliminando o rival na semifinal após uma vitória e um empate. Por fim, o São Paulo perdeu a decisão da Copa Paulista. A quantidade de confrontos no ano chamaram a atenção da mídia brasileira, que começou a referir o duelo como "Choque Rainha".
| Clube     | V | E | D | GM | GS | SG |
| --------- | - | - | - | -- | -- | -- |
| São Paulo | 5 | 3 | 3 | 19 | 15 | +4 |
| Palmeiras | 3 | 3 | 5 | 15 | 19 | –4 |

### Clássico Dalila
As primeiras partidas entre São Paulo e Santos no futebol feminino ocorreram pelo estadual de 1997. Na ocasião, o São Paulo venceu os dois primeiros embates (3–0 e 4–0). Em junho do mesmo ano, ambos protagonizaram a final do campeonato, na qual o São Paulo saiu vitorioso. Já pelo estadual de 2001, o Santos goleou o São Paulo e conquistou sua primeira vitória sobre o rival. O clássico novamente se repetiu em 2015; dezoito anos depois, o São Paulo voltou a vencer o adversário em partida válida pela primeira fase do estadual. Na mesma competição, os clubes protagonizaram mais três empates; como obteve a melhor campanha, o São Paulo eliminou o Santos do torneio. Na segunda fase do paulista de 2019, o Santos conquistou sua segunda vitória no histórico. No entanto, o São Paulo voltou a eliminar o rival na semifinal.
Nas categorias de bases, ambas protagonizaram decisões de campeonatos, incluindo estaduais e nacionais. Em 2019, os três títulos conquistados pelo São Paulo foram sobre o Santos. O primeiro triunfo ocorreu nas penalidades da Nike Premier Cup Sub-17, e os demais nas decisões do Paulista Sub-17 (3–1) e do Brasileiro Sub-16 (1–0). Apesar disso, o São Paulo perdeu a COPA GEVI para o rival; contudo, foi o responsável por eliminar o Santos na semifinal do Brasileiro Sub-18.
| Clube     | V | E | D | GM | GS | SG |
| --------- | - | - | - | -- | -- | -- |
| São Paulo | 5 | 6 | 2 | 24 | 19 | +5 |
| Santos    | 2 | 6 | 5 | 19 | 24 | –5 |

## Categoria de base

### História
Após um período de inatividades, a equipe reativou o departamento feminino no ano de 2017. Nesta ocasião, realizou-se uma parceria com o Centro Olímpico e recebeu uma base de atletas com idade inferior a quinze anos. Dois dias depois da confirmação da parceria, a equipe disputou o primeiro jogo diante do Taboão da Serra e goleou (4–1) o adversário na condição de visitante. Sob o comando técnico de Thiago Viana, o São Paulo encerrou a primeira fase do Campeonato Paulista Sub-17 na liderança de seu grupo, conquistando cinco vitórias e um empate. No prosseguimento, eliminou Centro Olímpico e Tigre Academia nas quartas de final e nas semifinais, respectivamente, e se tornou campeão sobre o São José. Em julho, as campeãs foram homenageadas durante o intervalo de uma partida válida pelo Campeonato Brasileiro no Estádio do Morumbi. O título estadual também credenciou o São Paulo para a disputa do Torneio de Desenvolvimento de Futebol, uma competição organizada pela CBF, caracterizada por ser uma etapa da Liga de Desarollo (Liga de Desenvolvimento), da CONMEBOL. Com uma campanha de cinco vitórias em cinco jogos, a equipe conquistou o título sobre a Chapecoense e a vaga na primeira edição da Fiesta Sudamericana de la Juventud, que foi conquistada em abril de 2018, com um triunfo sobre a escola venezuelana de Juan Arango. Esta competição internacional repercutiu na mídia brasileira, que a considerou como equivalente da Copa Libertadores de sua categoria. No mesmo ano, tornou-se bicampeão do Campeonato Paulista Sub-17 ao vencer o Audax, em uma campanha de doze vitórias e duas derrotas. Já na segunda edição do Torneio de Desenvolvimento Sub-16, a equipe passou pela primeira fase com dois triunfos sobre Fluminense e Vitória, e um revés diante da Chapecoense. Na semifinal, o São Paulo goleou o Santos e reencontrou a Chapecoense no embate decisivo, no qual saiu vitorioso nas penalidades. O São Paulo havia disputado cinco torneios nos dois últimos anos, e saiu com o título nas cinco oportunidades. O técnico da equipe, Thiago Viana, destacou os 100% do time: "Esse time é diferente, muito guerreiro, prioriza o toque de bola, mas consegue tirar forças de onde a gente nem imagina, acredita até o fim e uma corre pela outra o tempo inteiro, o mérito é todo delas. As atletas se dedicam demais no dia a dia e o resultado está aí".
No ano de 2019, ficou com o terceiro lugar da Fiesta de la Juventud, e venceu, em maio, a primeira edição da Nike Premier Cup Sub-17. No mês seguinte, a equipe perdeu a decisão da Copa GEVI nas penalidades. Já no segundo semestre, terminou com o vice campeonato do Brasileiro Sub-18, e conquistou os títulos do Campeonato Paulista Sub-17 e do Campeonato Brasileiro Sub-16.

### Títulos
| INTERNACIONAIS | INTERNACIONAIS                 | INTERNACIONAIS | INTERNACIONAIS                      |
|                | Competição                     | Títulos        | Temporadas                          |
| -------------- | ------------------------------ | -------------- | ----------------------------------- |
|                | Festa Evolução Sub-16          | 2              | 2018 e 2023                         |
|                | Festa Evolução Sub-14          | 1              | 2024                                |
| NACIONAIS      |                                |                |                                     |
|                | Competição                     | Títulos        | Temporadas                          |
| Brasil         | Campeonato Brasileiro Sub-18   | 1              | 2021                                |
| Brasil         | Campeonato Brasileiro Sub-16   | 1              | 2019                                |
| Brasil         | Liga de Desenvolvimento Sub-16 | 3              | 2017, 2018 e 2023                   |
| Brasil         | Liga de Desenvolvimento Sub-14 | 1              | 2024                                |
| Brasil         | Nike Premier Cup Sub-17        | 4              | 2019, 2021, 2022 e 2023             |
| ESTADUAIS      |                                |                |                                     |
|                | Competição                     | Títulos        | Temporadas                          |
| São Paulo      | Campeonato Paulista Sub-20     | 1              | 2024                                |
| São Paulo      | Campeonato Paulista Sub-17     | 6              | 2017, 2018, 2019, 2021, 2022 e 2023 |
| São Paulo      | Paulista Cup Sub-17            | 1              | 2024                                |
| São Paulo      | Campeonato Paulista Sub-15     | 1              | 2024                                |
| São Paulo      | Paulista Cup Sub-15            | 1              | 2024                                |